# ابلس کورنرز (ویسکانسین)
ابلس کورنرز، ویسکانسین (به انگلیسی: Abells Corners, Wisconsin) یک محدوده ثبت‌نشده در ایالات متحده آمریکا است که در لافایت (ابهام‌زدایی) واقع شده‌است.

## خصوصیات
ابلس کورنرز ۲۶۳٫۹۶ متر بالاتر از سطح دریا واقع شده‌است.